# Paracalicha divisaria
Paracalicha divisaria là một loài bướm đêm trong họ Geometridae.